# Попов, Николай Михайлович (политик)
Никола́й Миха́йлович Попо́в (укр. Микола Михайлович Попов; 19 декабря 1937 года, город Ворошиловград, теперь Луганск Луганской области — после 10 мая 1994 года) — советский партийный деятель, 1-й секретарь Ворошиловградского горкома КПУ. Депутат Верховного Совета УССР 10-12-го созывов. Член ЦК КПУ в 1981—1990 г.

## Биография
Родился в семье служащего.
В 1955—1956 г. — ученик, слесарь-лекальник инструментального цеха Ворошиловградского тепловозостроительного завода имени Октябрьской Революции.
В 1956—1959 г. — служба в Военно-Морском Флоте СССР.
Член КПСС с 1958 года.
В 1959—1969 г. — электрик-испытатель, инженер-исследователь, начальник лаборатории, руководитель конструкторской группы, начальник конструкторского бюро отдела главного конструктора локомотивостроения, начальник бюро Луганского тепловозостроительного завода имени Октябрьской Революции.
Закончил Луганский машиностроительный институт, инженер-механик.
В 1969—1974 г. — 2-й, 1-й секретарь Октябрьского районного комитета КПУ города Луганска.
В 1974—1979 г. — заведующий промышленно-транспортного отдела, заведующий отделом организационно-партийной работы Ворошиловградского областного комитета КПУ. Окончил Академию общественных наук при ЦК КПСС.
В октябре 1979 — апреле 1986 г. — 1-й секретарь Ворошиловградского городского комитета КПУ.
В 1986—1991 г. — 2-й секретарь Ворошиловградского (Луганского) областного комитета КПУ.
В 1990 году был избран депутатом Верховного совета УССР 12 созыва.
Умер после 10 мая 1994 года, дата смерти неизвестна.

## Награды
- орден Октябрьской Революции
- орден Трудового Красного Знамени
- орден Знак Почета
- 6 медалей